# Quentalia napima
Quentalia napima är en fjärilsart som beskrevs av William Schaus 1929. Quentalia napima ingår i släktet Quentalia och familjen silkesspinnare. Inga underarter finns listade.